# Alto Pantanal
Alto Pantanal is een van de 22 microregio's van de Braziliaanse deelstaat Mato Grosso. Zij ligt in de mesoregio Centro-Sul Mato-Grossense en grenst aan Bolivia in het westen, de deelstaat Mato Grosso do Sul in het zuiden, de mesoregio Sudeste Mato-Grossense in het zuidoosten, de microregio Cuiabá in het oosten en noordoosten en de mesoregio Sudoeste Mato-Grossense in het noordwesten. De microregio heeft een oppervlakte van ca. 53.590 km². Midden 2004 werd het inwoneraantal geschat op 130.348.
Vier gemeenten behoren tot deze microregio:
- Barão de Melgaço
- Cáceres
- Curvelândia
- Poconé

Mesoregio's: Centro-Sul Mato-Grossense · Nordeste Mato-Grossense · Norte Mato-Grossense · Sudeste Mato-Grossense · Sudoeste Mato-Grossense

Microregio's: Alta Floresta · Alto Araguaia · Alto Guaporé · Alto Pantanal · Alto Paraguai · Alto Teles Pires · Arinos · Aripuanã · Canarana · Colíder · Cuiabá · Jauru · Médio Araguaia · Norte Araguaia · Paranatinga · Parecis · Primavera do Leste · Rondonópolis · Rosário Oeste · Sinop · Tangará da Serra · Tesouro